# Neurotoksykologia
Neurotoksykologia – dziedzina nauki zajmująca się badaniem wpływu substancji toksycznych na układ nerwowy. Obejmuje analizę mechanizmów, za pomocą których różnorodne czynniki chemiczne, biologiczne i fizyczne mogą uszkadzać struktury i funkcje układu nerwowego, prowadząc do zaburzeń neurologicznych i psychicznych.

## Zakres badań
Badania w neurotoksykologii koncentrują się na identyfikacji toksyn, ocenie ich działania na poziomie komórkowym i molekularnym oraz określeniu skutków klinicznych wynikających z narażenia na te substancje. Szczególną uwagę poświęca się:
- Neurotoksyczności metali ciężkich, takich jak ołów, rtęć czy kadm[2].
- Wpływowi pestycydów i rozpuszczalników organicznych na układ nerwowy[3].
- Działaniu neurotoksyn pochodzenia naturalnego, w tym toksyn roślinnych i zwierzęcych[4].
- Skutkom narażenia na leki i substancje psychoaktywne[5].

## Metody badawcze
Neurotoksykolodzy wykorzystują różnorodne metody badawcze, w tym:
- Badania in vitro na hodowlach komórkowych w celu oceny mechanizmów toksyczności na poziomie komórkowym.
- Badania in vivo na modelach zwierzęcych w celu zrozumienia systemowych efektów toksyn.
- Techniki neuroobrazowania do oceny strukturalnych i funkcjonalnych zmian w mózgu.
- Analizy biochemiczne i molekularne w celu identyfikacji biomarkerów narażenia i uszkodzenia.

## Znaczenie kliniczne
Zrozumienie mechanizmów neurotoksyczności ma kluczowe znaczenie dla:
- Opracowywania strategii zapobiegania i leczenia zaburzeń neurologicznych wywołanych przez toksyny.
- Tworzenia wytycznych dotyczących bezpiecznego stosowania chemikaliów w przemyśle i rolnictwie.
- Oceny ryzyka związanego z narażeniem na nowe substancje chemiczne.

## Przykłady znanych neurotoksyn
- Metale ciężkie: Ołów może prowadzić do encefalopatii, a rtęć do zaburzeń koordynacji ruchowej i poznawczych[7].
- Pestycydy: Niektóre pestycydy fosforoorganiczne hamują aktywność acetylocholinoesterazy, prowadząc do nadmiernej stymulacji cholinergicznej[8].
- Toksyny biologiczne: Toksyna botulinowa produkowana przez Clostridium botulinum blokuje uwalnianie acetylocholiny, powodując paraliż mięśni[9].

## Perspektywy badawcze
Współczesne badania w neurotoksykologii skupiają się na:
- Identyfikacji genetycznych i epigenetycznych czynników wpływających na wrażliwość na neurotoksyny.
- Opracowywaniu nowych metod detoksykacji i terapii neuroprotekcyjnych.
- Badaniu długoterminowych skutków narażenia na niskie dawki toksyn.